# Трудности любви
Трудности любви (англ. Tough Love) — американское реалити-шоу телеканала VH1.

## Сюжет
Ведущие шоу — брачный агент Стивен Уорд и его мать Джоан Уорд, сваха. Стивен консультирует одиноких женщин разных возрастов, профессий, уровня образования и социальных слоёв, которых объединяет желание счастливо выйти замуж. Он, не стесняясь в выражениях, указывает участницам на их ошибки в романтических отношениях с мужчинами. Под руководством ведущих девушки пытаются изменить себя в лучшую сторону, избавляются от комплексов и преодолевают все страхи, чтобы в результате найти идеального мужчину и построить прочные отношения с ним.

## Сезоны

### 1 сезон
Первый сезон стартовал 15 марта 2009 года, участницами были восемь женщин. Завершился 3 мая 2009 года, включал восемь выпусков.

### 2 сезон
Второй сезон составил одиннадцать выпусков и продлился с 15 ноября 2009 года по 31 января 2010 года.

### 3 сезон
Третий сезон стартовал 12 апреля 2010 года и был объявлен ещё до того, как второй сезон был завершён. Он отличался от остальных тем, что в этот раз за помощью к Стиву и Джоан обратились не одинокие люди, а пары, чьи отношения зашли в тупик. Участвовали шесть пар. Продолжался 8 выпусков и завершился 31 мая 2010 года.

### 4 сезон
Четвёртый сезон под названием «Трудности любви в Майами» стартовал 2 октября 2011 года и составил десять выпусков;  участницами были восемь женщин. Съёмки проходили в Майами-Бич, Флорида (США). 

### 5 сезон
Пятый сезон под названием «Трудности любви в Новом Орлеане» начался 15 апреля 2012 года; в нём участвовали восемь женщин. Съёмки проходили в Новом Орлеане, Луизиана (США). Завершился 24 июня 2012 года и составил десять выпусков.